# Жорж Руо

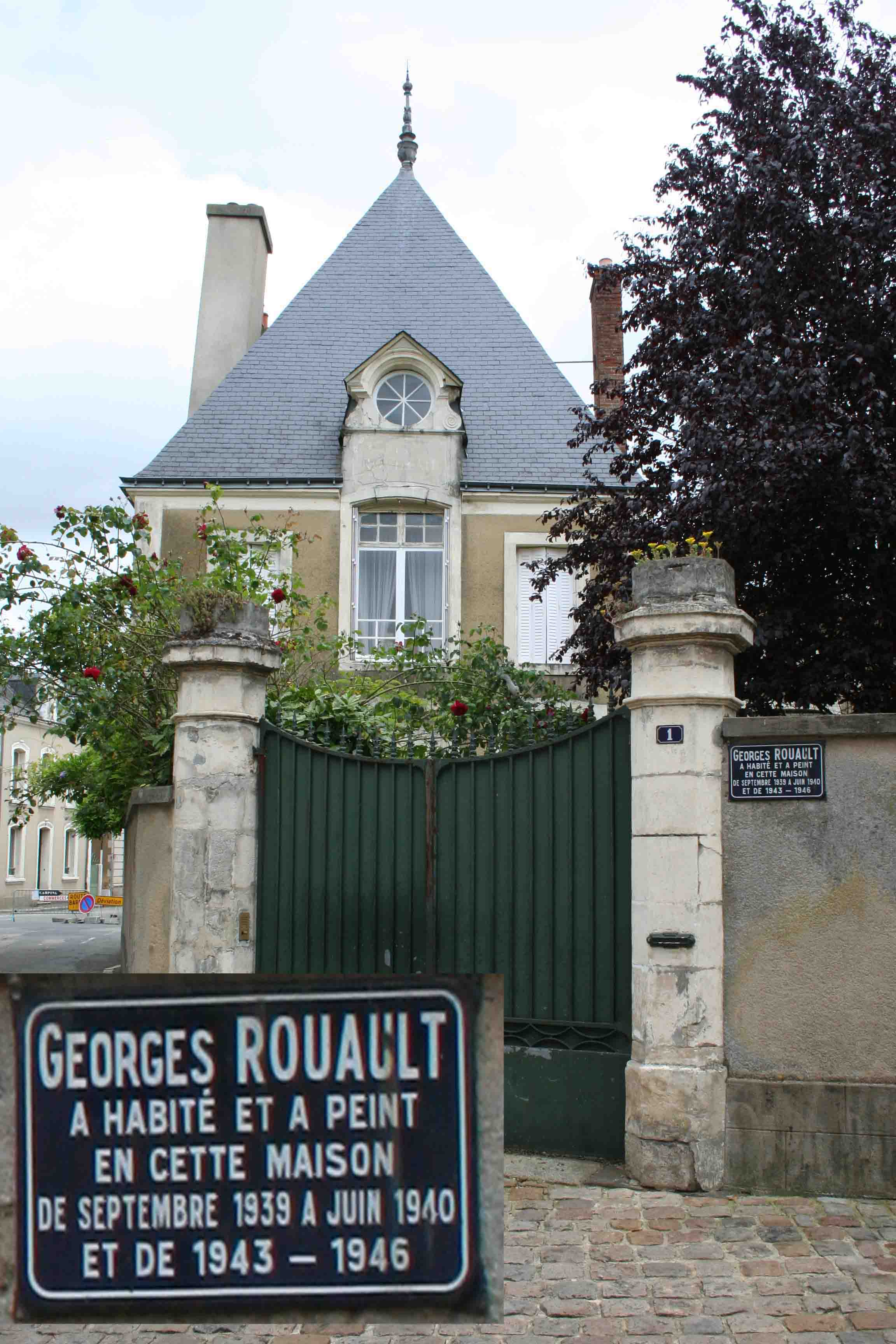
Будинок Жоржа Руо

Жорж Руо (27 травня 1871 — 13 лютого 1958) — французький художник-експресіоніст, графік, дизайнер

## Життєпис

### Молоді роки
Жорж народився у Парижі, в погребі під час артилерійського обстрілу міста пруськими військами. На той час закінчувалася франко-пруська війна 1870—1871 років.
Ще підлітком Руо навчався живопису по склу, а у 1890 році поступив до Школи витончених мистецтв. Від відразу став улюбленим учнем Гюстава Моро. У ранній творчості Руо суттєво присутній влпив Рембрандта, зокрема в картині «Христос серед вчителів» (1894 рік). Але незабаром художник у пошуках власного стилю відходить від цього впливу. В його картинах з'являються підкреслено гротескні, ускладнені форми. Вони були потрібні для відображення нових тем, які починая з 1900 року стають визначальними для його творчості.
Руо концентрує свою увагу на зображенні оголених моделей («дівок», «повій», «одалісок», «купальниць»), розробляє теми цирку та суду.
У 1903 році Жорж виставляє свої картини у Осінньому салоні. Потім він зближується з фовістами і довгий час працює в їхньому стилі.

### Творчість
У 1910 році Жорж Руо вважався визнаним майстром. Він влаштовує першу персональну виставку. У своїй творчості Руо починає використовувати зображення клоуна як символ участі художника або пророка. («Старий клоун», 1917 рік, «П'єро у профіль», «Старий колун із собакою», 1925 рік.
У 20-х роках остаточно закріплюються принципи живопису Руо: вітражна звучність та вишуканість сірих тонів, гуща фактури й контраст. Усі фігури окреслені контуром, який намовби захищає їх від зовнішнього світу. Все частіше Руо зображує покинуті пейзажі — сільські та міські. При цьому велике значення починають займати історичні теми «Старий король», 1937 рік та євангельські численні зображення голови Христа.
Значним чином на творчість Жоржа Руо вплинула Друга Світова Війна. В цей період звучить тема зруйнованої землі, знецінення людського життя («Homo homini Lupus», 1948 рік)